# Attention danger
Albums de Dorothée
Docteur
(1987) Tremblement de terre
(1989)
Attention danger est un album studio de Dorothée sorti en octobre 1988.

## L'histoire de l'album
Sorti en octobre 1988, le huitième album studio de Dorothée se veut plus mûr que les précédents et confirme la volonté de toucher un plus large public d'enfants.
Après un album « transition » publié en 1987, Jean-Luc Azoulay se renouvelle pour écrire un album alliant à la fois chansons enfantines et plus mûres. L'album Attention danger se détache définitivement de l'esprit et du « son » des précédents albums, et annonce le style des albums à venir. 
Le premier 45 tours extrait, Attention danger, sort plusieurs mois avant la parution de l'album, dans une première édition datant de mai 1988 (avec en face B : Le blues de toi, titre figurant sur l'album précédent). En novembre 1988, ce single est ré-édité simultanément avec la sortie du nouvel album et fait son entrée au Top 50 le 17 décembre 1988. 

Par la suite, les chansons Bom bom bom et Tout, tout, tout le monde furent envisagées pour sortir en second single mais  La machine avalé leur sera préférée et rencontrera le succès.
Avec ce disque, la chanteuse se produit pour la troisième fois sur la scène du Zénith de Paris pour 27 représentations consécutives lors du Zénith 88. À cette occasion, un titre inédit est créé, Salut Les Musclés, qui sert de présentation de l'orchestre Les Musclés et qui figurera sur le premier album du groupe La fête au village. Cette chanson donnera son titre et la musique du générique à la sitcom dont ils sont les héros, Salut Les Musclés.

## Titres
| No  | Titre                                   | Durée |
| --- | --------------------------------------- | ----- |
| 1.  | Bom bom bom                             |       |
| 2.  | La machine avalé                        |       |
| 3.  | De la musique                           |       |
| 4.  | Fou, fou, fou                           |       |
| 5.  | Quand l'amour                           |       |
| 6.  | Qu'est-ce que j'oublie dans ma valise ? |       |
| 7.  | Attention danger                        |       |
| 8.  | Tout, tout, tout le monde               |       |
| 9.  | L'étranger                              |       |
| 10. | Le tour du monde                        |       |
| 11. | Lady Jane                               |       |
| 12. | Combien de temps faudra-t-il ?          |       |
| 13. | Un bonheur                              |       |
| 14. | Où s'en vont les cœurs brisés ?         |       |

## Singles
- Attention danger (mai 1988. Ré-édition en novembre 1988).
- La machine avalé (avril 1989, édité également en Maxi-CD).

## Crédits
Paroles : Jean-François Porry.
Musiques : Jean-François Porry / Gérard Salesses.
Sauf Lady Jane : Paroles et musique de Michel Jourdan.

## Ventes
L'album est certifié disque de platine (360 000 exemplaires écoulés).